# Benerville-sur-Mer

Benerville-sur-Mer este o comună în departamentul Calvados, Franța. În 1 ianuarie 2022 avea o populație de 389 de locuitori.